# 古家蘭
古家 蘭（ふるいえ らん、2002年8月23日 - ）は、日本の歌手、ダンサー、ファッションモデル、俳優。
ダンス＆ボーカルグループ・MAZZELのメンバー。

## 略歴
熊本県出身。
2020年、SKY-HI主催のボーイズグループオーディション「THE FIRST」に参加。翌2021年、同オーディションの最終審査に進出する。グループ加入には至らなかったものの、トレーニーとしてBMSGと契約。
2022年11月22日、BMSGのボーイズグループ「MAZZEL (マーゼル)」のメンバーに選出されたことが発表された。

## 人物
- 5歳でストリートダンスに出会い、9歳でPOPPINNGダンスを始める[3]

## 実績・賞与
- ALL JAPAN CHALLENGE CUP2014　九州地区大会ソロ部門優勝[4]
- ALL JAPAN CHALLENGE CUP2014　FINALソロ部門準優勝[5]
- 2018年　D-PRIDEライト級、THE ONE初代チャンピオン[6]
- DNC×DNC JUMP GRAND CHAMPIONSHIP 中高生部門優勝(Pool boys)[7]

- ViVi 国宝級イケメン2023年上半期 NEXTランキング 10位[8]
- ViVi 国宝級イケメン2023年下半期 NEXTランキング 13位[9]

## 出演

### 舞台
- SING!シリーズ
  - 絶対青春合唱コメディ『SING!!!』－空の青と海の青と僕らの学校－（2021年9月29日-10月3日、新国立劇場）主演[10]
  - 超青春合唱コメディ『SING!』（25曲目～28曲目）（2021年11月19日-21日、AiiA 2.5 Theater Kobe）主演[11]
  - 絶対青春合唱コメディ『SING!!!』－空の青と海の青と僕らの学校－（2022年1月14・15日、アルモニーサンク）主演[12]

### 映画
- アオショー!（2025年9月5日公開予定、ギグリーボックス）主演・飯田悉平 役[13][14]

### テレビ番組
- フジテレビ系「R4 STREET DANSE」にレギュラー出演（2024年7月15日スタート）

### ミュージックビデオ
- 『A GREAT FOOL』収録曲「THANKS, ALL MY TEARS」Novel Core （2021年12月15日）[15]